# Lemexim
Lemexim Brașov este o companie producătoare de mobilă din România.
Acțiunile companiei se tranzacționează la categoria a treia a Rasdaq, cu simbolul LEM.
Acționarul majoritar al Lemexim este Ioan Niculaie, care deține 79,4% din capital, urmat de AVAS cu 15,95% din acțiuni.
Compania face parte din grupul Prescon.
Cifra de afaceri în primul trimestru din 2007: 1,35 milioane lei